# Baty Alquawen
Baty Alquawen, vlastním jménem Zuzana Cinková (* 7. června 1987 Zlín), je česká vloggerka, foodbloggerka, streamerka a profesionální cosplayerka. Působila také jako manažerka herního pořadu Indian a příležitostně jako recenzentka a moderátorka. Píše také články pro booom.cz.

## Život
Díky svému otci měla Zuzana možnost hrát počítačové hry od přibližně 5 let. Hraní her se tedy věnuje od svého dětství do současnosti a dalo by se říci, že hry ovlivňují její život.
V roce 2008 vystudovala Tauferovu SOŠ veterinární v Kroměříži, obor zooveterinární prevence. Vysokoškolské vzdělání získala v roce 2012 na České zemědělské univerzitě v Praze v oboru zájmové chovy zvířat a speciální chovy.

## Profesní kariéra
V roce 2012 začínala jako konzultantka pro PR, sociální sítě a marketing ve společnosti ConQuest entertainment a.s. (český distributor herních konzolí Nintendo a her).
V letech 2014 až 2015 více než rok pracovala pro RealGeek jako Event Manager.
V letech 2013 až 2015 působila jako konzultantka pro PR, sociální sítě a marketing pro společnost Playman, s.r.o. (český distributor her).
Od prosince 2015 začala pracovat jako QA tester, ve společnosti Bohemia Interactive Studio na projektu DayZ a ArmA 3.
Od října 2016 pracuje jako Community Manager opět ve společnosti Bohemia Interactive Studio.

## YouTube
Na svém YouTube kanálu se věnuje převážně vloggování, občasnému hraní a foodtestům. Založila jej 25. října 2010 a v dubnu 2022 měla více než 15 100 odběratelů a 2 350 000 zhlédnutí.
Také působí na kanále Baty a Bety, se svou kamarádkou Alžbětou Trojanovou, ve videích formátu talkshow. Tento kanál má k dubnu 2022 více než 7 100 odběratelů a 575 000 zhlédnutí.
Obsah jejího kanálu přebírají některé herní webziny, například zing.cz, nebo doupe.cz.

## Indian TV
Od roku 2013 do roku 2017 spolupracovala s herním pořadem INDIAN jako manažerka a moderátorka.

## Tiscali Games
Zuzana je relativně pravidelným hostem diskuzního pořadu Fight Club online herního magazínu Tiscali Games a to jako členka Indian TV, FiolaSoft, nebo pořadu Baty a Bety spolu s Alžbětou Trojanovou.
- Fight Club #144 HD: Indiani z Větrova[11]
- Fight Club #243 HD: Král a babety ve studiu[12]
- Fight Club #263 HD: Fiolův klub[13]

Dále bývá pravidelně zvána do speciálních dílů věnovaných herním konferencím E3.
- E3 2014 videoblog #3: Čeští novináři hodnotí konferenci Microsoftu[14]
- Sledujte E3 2015 Fight Club Speciál #4 s Frantou Fukou a Baty[15]

## Twitch
Poslední dobou[kdy?] působí také na Twitch scéně, kde na svém kanále streamuje převážně DayZ, H1Z1, Ark: Survival Evolved, ale občas i jiné hry, jako například Zaklínač 3. Také se jako pravidelný host účastní úterního podcastu "Proudcast" na kanálu KordusCZ na Twitchi, který moderuje Václav Koryčánek, známy taky jako Kordus.

## Cosplay
Mezi její zájmy patří také cosplay, kterému se věnuje delší dobu. Když pracovala jako PR & Community manažerka pro společnost Playman, působila na cosplay scéně taky profesionálně, když v cosplayích dělala promo na akcích. Sama se však na českou cosplay scénu nezařazuje, protože ji považuje za nepřátelské místo.
Do mezinárodní pozornosti se dostala, když se její cosplay na Fallout 4 objevil na populárním serveru Kotaku a 9gag. Objevili se dokonce fanoušci, kteří si její cosplay chtěli nechat vytetovat.
Na cosplay také spolupracuje s Alžbětou Trojanovou.

### Fallout 4
Její zatím nejúspěšnější cosplay dokončila na podzim 2015. Fotografie, které se dostaly jak na Kotaku, tak na 9gag byly pořízeny ve spolupráci s Lifestalking. V tomto cosplayi se taky zúčastnila mnoha akcii, například Next Gen Expo 2015 v Bratislavském nákupním centru Bory Mall. Tenhle cosplay byl taky použit jako plakát v časopise LEVEL.

### Blade Dancer
Další z velice úspěšných cosplayů je Blade Dancer ze hry Heroes of Might and Magic. Tento cosplay byl taky použit jako plakát a zadní obálka časopisu LEVEL.

## Další tvorba
Kromě videí a cosplayů se věnuje taky psaní článků o hrách a popkultuře na portálu booom.cz serveru Tiscali.